# ツヒンヴァリ駅
ツヒンヴァリ駅（ツヒンヴァリえき、英: Tskhinvali Railway station）は、かつて国際的にはジョージアの自治共和国とされている南オセチアの首都ツヒンヴァリにあった駅（廃駅）である。

## 歴史
1991年までは、ジョージアのゴリにある駅から、延長33kmのトランスコーカシアン鉄道路線の終点が、当駅であった。
現在、鉄道のサービスは利用できず、建物がバスステーションとして使用されている。
ゴリ - ツヒンヴァリ間の鉄道は、1940年6月8日に開業している。
その当時は、ツヒンヴァリはスタリニリと呼ばれていた。
1991年に、ジョージア側との戦争（南オセチア紛争）のため、鉄道の運行が停止している。
1992年に、グルジア軍によって駅舎が破壊されており、2002年に再建のみが行われた。
2004年に、旅客と貨物のために鉄道が再開されることをジョージア政府は望んだが、大統領にサアカシュヴィリが就任した後、計画は忘れさられた。
2008年の南オセチア紛争後に、ウラジカフカスからツヒンヴァリまでの鉄道を建設することをロシア連邦政府は望んだが、計画が発展することはなかった。
今は、町の主要なバスステーションとして、当駅が利用されている。